# Нозелари (Тренто)
Нозелари је насеље у Италији у округу Тренто, региону Трентино-Јужни Тирол.
Према процени из 2011. у насељу је живело 147 становника. Насеље се налази на надморској висини од 1011 м.